# Čestmír Řanda
Čestmír Řanda (ur. 5 grudnia 1923 w Rokycanach, zm. 31 sierpnia 1986 w Pradze) – czeski aktor filmowy, teatralny i głosowy oraz reżyser teatralny.
Uzyskał w 1944 wykształcenie techniczne i pracował w przemyśle metalurgicznym w Rokycanach, udzielając się jednocześnie w teatrze amatorskim. Po zakończeniu II wojny światowej podjął studia aktorskie na wydziale teatralnym Konserwatorium Praskiego. Po ukończeniu studiów w 1948 podjął pracę aktorską i reżyserską w Teatrze Josefa Kajetána Tyla w Pilźnie. Od 1960 pracował w praskim Teatrze na Vinohradach, a od 1966 do śmierci w Teatrze Narodowym. Poza pracą w teatrze występował w radio i telewizji oraz zajmował się dubbingiem. W filmie debiutował w 1953. Został wyróżniony tytułami Zasłużonego Członka Teatru Narodowego (1977) oraz Zasłużonego Artysty (1978). Jest pochowany na Cmentarzu Wyszehradzkim w Pradze.

## Wybrana filmografia
- 1962: Diabelska przepaść (Ďáblova past) jako regent
- 1966: Kto chce zabić Jessii? (Kdo chce zabít Jessii?) jako pełnomocnik
- 1967: Skradziony balon (Ukradená vzducholoď) jako Findejs
- 1968: Najlepsza kobieta mojego życia (Nejlepší ženská mého života) jako Kadeřábek
- 1970: Młot na czarownice (Kladivo na čarodějnice) jako dziekan Winkler
- 1970: Jest pan wdową, proszę pana! (Pane, vy jste vdova!) jako generał Omar Otis, pierwszy minister
- 1973: Dni zdrady (Dny zrady) jako Gwatkin
- 1974: Jak utopić doktora Mraczka (Jak utopit dr. Mráčka aneb Konec vodníků v Čechách) jako Albert Bach
- 1975: Zaklęte rewiry (Dvojí svět hotelu Pacifik) jako dyrektor Pancer
- 1975: Pod jednym dachem (Chalupáři) jako Kolinek (odcinek serialu)
- 1977: Szpinak czyni cuda! (Což takhle dát si špenát) jako docent Mlejnek
- 1978: Królewicz i gwiazda wieczorna (Princ a Večernice) jako Hostinský
- 1979: Boska Emma (Božská Ema) jako dyrektor teatru
- 1979: Arabela (Arabela) jako egzaminator Petra (4 odcinki serialu)
- 1980: Trzydzieści przypadków majora Zemana (30 případů majora Zemana) jako Hora (odcinek serialu)
- 1984: Latający Czestmir (Létající Čestmír) jako dr Vágner (serial)